# Variantes du shogi
Il existe de nombreuses variantes du shogi, certaines sont vieilles de plusieurs siècles et d'autres sont contemporaines.

## Définition
Les règles du shogi tel qu'il est pratiqué aujourd'hui remontent au XVIe siècle, la règle du parachutage est en effet traditionnellement attribuée à l'empereur Go-Nara. De plus un jeu datant de 1567 contenant un éléphant ivre, pièce qui aujourd'hui n'est utilisée qu'au chu shogi, a été retrouvé. En revanche les plus anciennes pièces de shogi retrouvées remontent à 1059 et la plus ancienne règle connue, qui date de 1130 environ, est différente de l'actuelle. De plus des variantes sur des shogibans (plateaux) de taille ont cohabité. Le shogi est donc lui-même une variante du jeu qui était pratiqué au Japon au XIe siècle ou même avant. Par commodité, comme le shogi est aujourd'hui bien plus pratiqué que tous ses cousins, on parlera donc ici de variantes du shogi pour tous les jeux qui lui sont plus proches qu'ils ne le sont des échecs, du xiangqi ou d'autres jeux de la même famille.

## Variantes anciennes

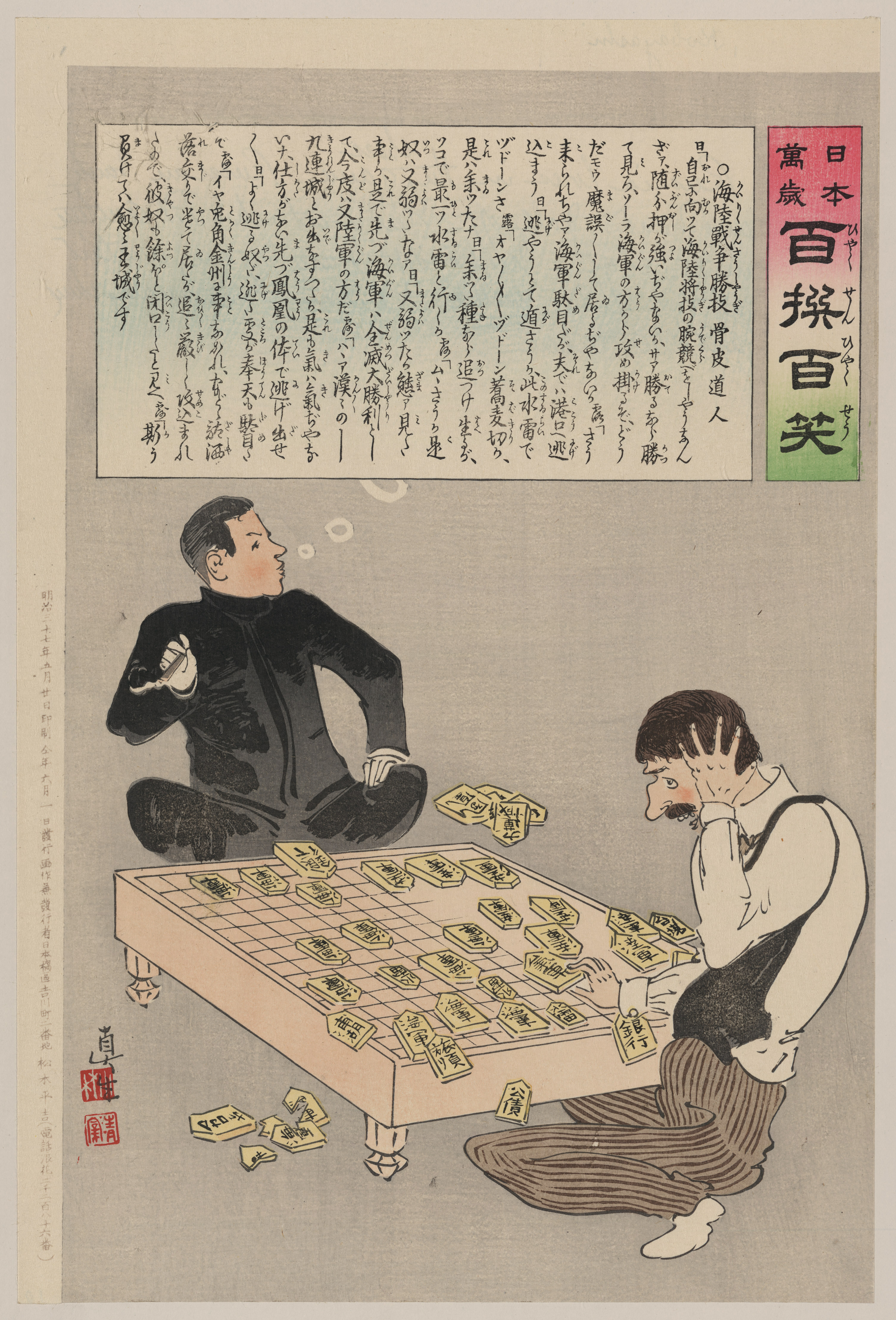
Gravure sur bois de Kobayashi Kiyochika (1904 ou 1905) montrant une partie de dai shogi

Les variantes anciennes sont pour la plupart jouées sur un plateau plus grand que les 9×9 cases du shogi et n'utilisent généralement pas la règle du parachutage. Les plus grandes n'ont sans doute jamais été véritablement jouées et répondaient plus à un désir de création que de jeu,.
Parmi les variantes ayant vraisemblablement été jouées on compte:
- le tori shogi (en), joué sur un shogiban de taille 7×7 et utilisant les parachutages ;
- le wa shogi (en), joué sur un shogiban de taille 11×11 et utilisant les parachutages ; un championnat du monde par correspondance a été organisé dans les années 1990-2000[4].
- le chu shogi (中将棋), pratiqué depuis le XIVe siècle sur un shogiban de taille 12×12 : bien que moins apprécié que le shogi dès XVIe siècle sa pratique se maintient jusqu'à l'époque contemporaine, y compris par de forts joueurs comme Yasuharu Oyama, et des tournois sont organisés[4];
- le dai shogi de l'époque Heian (en) (平安大将棋) pratiquée au XIIe siècle sur un shogiban de taille 13×13 ;

Parmi celles qui sont vraisemblablement trop complexes pour avoir été jouées on compte:
- le dai shogi (en) (大将棋), joué sur un shogiban de taille 15×15 ;
- le tenjiku shogi (en) (天竺将棋), joué sur un shogiban de taille 16×16 ;
- le dai dai shogi (en) (大大将棋), joué sur un shogiban de taille 17×17 ;
- le maka dai dai shogi (en) (摩訶大大将棋), joué sur un shogiban de taille 19×19 ;
- le tai shogi (en) (泰将棋), joué sur un shogiban de taille 25×25 ;
- le taikyoku shogi (大局将棋), joué sur un shogiban de taille 36×36.

## Principales variantes modernes
Plusieurs variantes modernes du shogi sont pratiquées de manière non confidentielle. Parmi celles-ci, on compte :
- le mini-shogi (en), joué sur un shogiban de taille 5×5, il ne nécessite pas de matériel supplémentaire ;
- le Kyoto shogi, également joué sur un shogiban de taille 5×5 avec des pièces habituelles ;
- le annan shogi (en), joué avec le matériel standard, où une pièce se déplace avec le mouvement de la pièce alliée située immédiatement derrière elle le cas échéant ;
- le dōbutsu shōgi, variante pour enfants créée et commercialisée par Madoka Kitao, en France il est commercialisé avec le goro goro shogi (plateau de taille 5×6) sous le nom yokai no mori.

Parmi les nombreuses autres variantes on en compte qui se jouent sur une forme autre qu'un carré comme le hexshogi (en), d'autres qui utilisent des pièces en plus comme le shogi avec bombarde (en) qui fait intervenir les bombardes du xiangqi, d'autres encore qui font intervenir plus de deux joueurs comme le Yonin shogi (en).